# Phạm Minh Chính
Phạm Minh Chính (ur. 10 grudnia 1958) – wietnamski polityk, członek Komunistycznej Partii Wietnamu od 1986. Członek Biura Politycznego od 2011. Wicepremier w latach 2011–2016. Premier Wietnamu od 5 kwietnia 2021.